# Moon Beams
Moon Beams je studiové album amerického jazzového pianisty Billa Evanse, vydané v roce 1962. Na obalu alba je německá zpěvačka Nico. Album vyšlo u Riverside Records a produkoval ho Orrin Keepnews.

## Seznam skladeb
| Pořadí | Název                      | Autor                | Délka |
| ------ | -------------------------- | -------------------- | ----- |
| 1.     | Re: Person I Knew          | Evans                | 5:26  |
| 2.     | Polka Dots and Moonbeams   | Burke, Heusen        | 4:39  |
| 3.     | I Fall In Love Too Easily  | Cahn, Styne          | 2:29  |
| 4.     | Stairway to the Stars      | Malneck, Parish      | 4:34  |
| 5.     | If You Could See Me Now    | Dameron              | 4:17  |
| 6.     | It Might as Well Be Spring | Rodgers, Hammerstein | 5:39  |
| 7.     | In Love In Vain            | Robin, Kern          | 5:39  |
| 8.     | Very Early                 | Evans                | 4:40  |

## Sestava
- Bill Evans - piáno
- Chuck Israels - basa
- Paul Motian - bicí